# Joost-Pieter Katoen

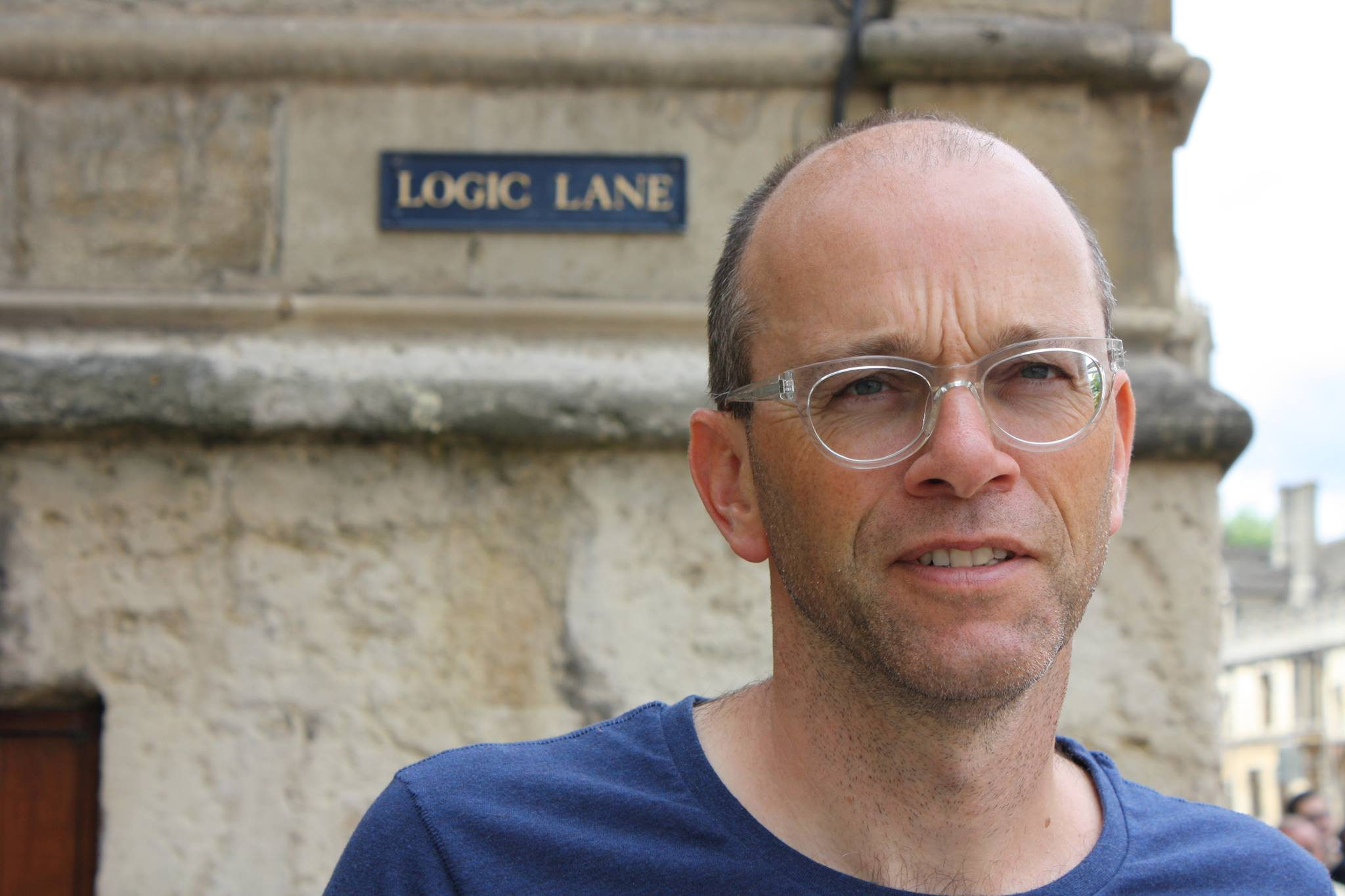
Joost-Pieter Katoen in der Logic Lane, Oxford

Joost-Pieter Katoen (* 6. Oktober 1964 in Krimpen aan den IJssel) ist ein niederländischer theoretischer Informatiker. Er ist distinguished professor der Informatik und Inhaber des Lehrstuhls für Softwaremodellierung und Verifikation an der RWTH Aachen.
Des Weiteren gehört er der Formal Methods & Tools Group der Universität Twente an.

## Leben
Katoen erhielt 1987 seinen Masterabschluss in Informatik an der Universität Twente mit Auszeichnung. 1990 wurde er mit einem Professional Doctorate in Engineering von der Technischen Universität Eindhoven und erhielt 1996 sein Doktorat in Informatik von der Universität Twente.
Katoens Forschungsinteressen konzentrieren sich auf die Entwicklung mathematischer Verifikationsmethoden zur Bewertung von Programmen und Computersystemen. Katoens Hauptforschungsinteressen umfassen formale Methoden, computergestützte Verifkation, im Speziellen Model Checking, deduktive Programmverifikation, Nebenläufigkeitstheorie und Semantik.
Die von ihm entwickelten Techniken und Softwaretools werden in Bereichen wie Sicherheitsanalyse, KI-Planung, Kontrolltheorie, Systembiologie sowie in der modellbasierten Leistungsbewertung und Zuverlässigkeitsanalyse eingesetzt.
Zusammen mit Christel Baier veröffentlichte Katoen das Buch Principles of Model Checking.
Von 1997 bis 1999 war Katoen als Postdoktorand an der Friedrich-Alexander-Universität Erlangen-Nürnberg.
Im Jahr 1999 wurde er Associate Professor an der Universität Twente, wo er weiterhin eine Teilzeit-Position hat.
2004 wurde er als Professor an die RWTH Aachen berufen.
Katoen erhielt mehrere Ehrungen und Auszeichnungen. Im Jahr 2013 wurde er Distinguished Professor an der RWTH Aachen und zum Mitglied der Academia Europaea gewählt. 2017 erhielt er ein Ehrendoktorat der Universität Aalborg. 2018 erhielt Katoen den hoch dotierten ERC Advanced Grant. 2020 wurde Katoen zum ACM Fellow ernannt und 2021 wurde er zum Mitglied der Königlich-Holländischen Gesellschaft der Wissenschaften gewählt. Im Jahr 2022 wurde Katoen in die Nordrhein-Westfälische Akademie der Wissenschaften und der Künste und 2024 in der Sektion Informationswissenschaften in die Nationale Akademie der Wissenschaften Leopoldina aufgenommen.
Katoen ist Mitglied der International Federation for Information Processing. Von 2006 bis 2010 engagierte Katoen sich aktiv im Review College des britischen Engineering and Physical Sciences Research Council (EPSRC). Von 2015 bis 2019 war er Vorsitzender des Lenkungsausschusses der European Joint Conferences on Theory and Practice of Software (ETAPS). Seit 2020 ist Katoen der Vorsitzende des Lenkungsausschusses der International Conference on Tools and Algorithms for the Construction and Analysis of Systems (TACAS).
Katoens Arbeit hat verschiedene Anerkennungen erhalten, darunter Best-Paper-Awards (z. B. ETAPS 2016, IEEE SRDS 2017, LOPSTR 2020 und POPL 2021). 2022 erhielt er den CONCUR Test-of-Time Award für sein Paper aus dem Jahr 1999, außerdem 2023 den Jean-Claude Laprie Award on Dependable Computing für sein Paper aus dem Jahr 2003 mit Baier, Haverkort und Hermanns über Model-Checking of Continuous-Time Markov chains.